# 水利小副克里介
水利小副克里介（学名：Parakrithella shuili）为荊花介科小副克里介屬下的一个种。